# Frontière entre l'Arabie saoudite et Bahreïn
La frontière entre l'Arabie saoudite et Bahreïn est une frontière internationale séparant l'Arabie saoudite à l'ouest et au sud de Bahreïn à l'est. Elle est située dans le golfe de Bahreïn, une portion du golfe Persique. Cette frontière est intégralement maritime à l'exception d'un isthme séparant les deux parties d'une île artificielle (26° 11′ 03″ N, 50° 19′ 29″ E) sans nom servant de poste de douane sur la chaussée du roi Fahd, une succession de ponts entre les deux pays.